# Carex werdermannii
Carex werdermannii är en halvgräsart som beskrevs av L.Gross. Carex werdermannii ingår i släktet starrar, och familjen halvgräs. Inga underarter finns listade i Catalogue of Life.